# Fiat CR.1
Fiat CR.1 là một loại máy bay tiêm kích hai tầng cánh của Ý trong thập niên 1920.

## Biến thể
MM.1
MM.2
CR.1
CR.2
CR.5
CR.10

## Quốc gia sử dụng
Italy
- Regia Aeronautica

 Latvia
- Không quân Latvia
- Hải quân Latvia

## Tính năng kỹ chiến thuật (CR.1)
Dữ liệu lấy từ Encyclopedia of Military Aircraft
Đặc điểm tổng quát
- Kíp lái: 1
- Chiều dài: 6,24 m (20 ft 6 in)
- Sải cánh: 8,95 m (29 ft 4 in)
- Chiều cao: 2,40 m (7 ft 20 in)
- Diện tích cánh: 23 m² (247,5 ft²)
- Trọng lượng rỗng: 839 kg (1.850 lb)
- Trọng lượng cất cánh tối đa: 1.155 kg (2.546 lb)
- Động cơ: 1 × Isotta-Fraschini Asso, 239 kW (320 hp)

 Hiệu suất bay 
- Vận tốc cực đại: 270 km/h (146 kn, 168 mph)
- Tầm bay: 650 km (351 nmi, 405 mi)
- Trần bay: 7.450 m (24.440 ft)
- Tải trên cánh: 48,43 kg/m² (9,92 lb/ft²)

Trang bị vũ khí

- 2 × súng máy 7,7 mm (0.303 in)